# Malmö centralstation
Malmö centralstation, Malmö C, är en järnvägsstation för persontrafik i Malmö samt ett av de större naven för stadens kollektivtrafik.

## Trafik
Malmö Central har in- och utrikes fjärrtågstrafik till Stockholm, Göteborg, Köpenhamn, Hamburg och Berlin. Stationen är även ett nav för den regionala tågtrafiken, med förbindelser mot Helsingborg, Ängelholm, Kristianstad, Karlskrona, Kalmar och Ystad.
Sedan den 12 december 2010 är Citytunneln i drift vilket gjort att Malmö centralstation har ett underjordiskt plan med en genomgångsstation för tåg till/från Danmark, Öresundstågen samt Pågatågen (Skånes lokaltåg) och samtidigt förblivit en säckstation i markplanet för vissa tåg.
Den dubbelspåriga Citytunneln under Malmö har högertrafik, istället för vänstertrafik som är det normala för dubbelspåriga järnvägar i Sverige.  Skiftet mellan höger- och vänstertrafik ligger strax norr om Malmö C. Orsaken till att stationerna inom Malmö har högertrafik är anpassning till Öresundsförbindelsen och Danmark.
Vid eller nära stationen finns även ett antal busshållplatser för Malmös stadsbussar, Skånetrafikens regionbussar, Vy Flygbussarna och långfärdsbussar.

## Byggnad
Centralstationen har 11 spår, 4 spår under mark och 7 spår i den gamla banhallen ovan mark. Den är byggnadsminne och får inte förändras utan tillstånd. 
Stationen består ovan jord i huvudsak av två byggnader i vinkel, samt en nybyggd glasgång däremellan. Glasgången förbinder busshållplatserna på Centralplan med perrongerna, rulltrapporna till nedre plan samt taxistationen. Längs gången finns Skånetrafikens biljettförsäljning, växlingskontor och kiosker.
Centralhallen är sedan 2011 saluhall med ett tiotal restauranger och små butiker. Ljuset flödar in i vänthallen genom takets fackverk. I Gröna hallen finns en matsal. Här finns även O'Leary's restaurang och Espresso House. 
Originalbyggnaden innehåller personalutrymmen och den kungliga vänthallen. Den första kungliga väntsalen byggdes redan år 1876 men ansågs för liten med sina 25 kvadratmeter och togs ur bruk 1890. Det enda tecknet på att det gömmer sig en kunglig väntsal bakom dörrarna är ett svagt regnbågsfält med den kungliga kronan utsmyckad ovanför dörren. Årtalet 1925 står också ovanför dörren, vilket var det årtal då den senaste större förändringen ägde rum. Dekorationen inuti väntsalen är troligen skissad av arkitekten Folke Zettervall. Svante Thulin har smyckat ekpanelen med intarsiadekorationer och målat de praktfulla takmålningarna. Under våren 1994 fräschades väntsalen upp. Den kungliga väntsalen var normalt inte öppen för allmänheten utom vid speciella visningar och användes senast av kungahuset 1977, men används sedan 2014 som restaurang liksom övriga utrymmen längs Centralplan, kallad "Kungalängan", vilka används som butiker och restauranger. 
Den "nya" underjordiska delen är 380 meter lång. Den har två perronger med totalt fyra spår. Rulltrappor leder upp till glasgången och rullband matar till Anna Lindhs plats i väster. Det finns även uppgångar till taxistationen och hissar till glasgången och det nya parkeringshuset norr om stationsbyggnaden. På tunnelns väggar visas konstverket "Annorstädes" av Tania Ruiz Gutiérrez. Projicerade filmer ger en illusion av att man befinner sig på ett tåg som sakta rör sig framåt någonstans i världen.

## Historik
Malmö Central stod färdig 1858, två år efter det att järnvägen mellan Lund och Malmö invigts första gången. Stationen låg då i stadens utkant men nära färjorna till Köpenhamn som gick från Inre hamnen alldeles framför stationsbyggnaden. Byggnaden förstördes dock till stor del redan den 14 december 1866, vid en anlagd brand. Vid återuppbyggnaden kunde klocktornet från den första byggnaden behållas. Denna del, mellan perrongerna och Centralplan, invigdes 1872.
Med tiden anslöts fler banor till Malmö och då behövdes fler spår och större banhallar. Den stora nya banhallen med 4 nya spår blev klar 1891. Utmed Skeppsbron byggdes också en byggnad av rött tegel som skulle innehålla lokaler för administrationen, vilket det gör än idag. År 1924 byggdes den nuvarande banhallen. Arkitekten till denna byggnad var Folke Zettervall. 1924 fick även byggnaden som vetter ut med Skeppsbron sin tredje våning och den tidigare stationsbyggnaden i sydosthörnet, med sina fyra spår, blev "Malmö lokalstation" (senare kallad "Pågatågsstationen" och då med ytterligare två spår). Lokalstationen hade egen ingång, eget biljettkontor och egen väntsal, men kunde också nås från den nya centralhallen via perrong D. Det var först 1926 som Malmö Centralstation blev det officiella namnet på stationen. 1976 fick biljettförsäljningen nya lokaler anpassade till de nya biljettmaskinerna, centralhallen fick en vänthall med bänkar och utrymme för kioskförsäljning och restaurangen moderniserades.
Centralhallen, förr känd som ”perronghallen”, genomgick en total förändring på 1980-talet och blev stationens viktigaste rum. Den klimatskyddades och fick golvvärme. Hallen fick golv av skånsk klinker. Orienteringen till tågen blev mycket tydligare. Gröna hallen blev vänthall. Den fick sitt namn efter rummets speciella karaktär, nämligen de klargröna glaserade tegelväggarna. Här fanns turistbyrån, och Centralens restaurang. 
Den 12 december 2010 skedde en större förändring på stationen i och med att Citytunneln togs i drift och därmed blev Malmö centralstation en genomgångsstation på grund av att den underjordiska stationsdelen och den gamla pågatågsstationen (spår 8-13) stängdes. Spåren i banhallen har dock behållits och används främst av långväga fjärrtåg. Om- och tillbyggnaden har fått flera pris: 2011 Brunel Award "för projektet att länka samman den gamla delen av Centralstationen med den nya glashallen" ; 2013 Malmö stads stadsbyggnadspris och Future Transport Award.
Den anslutande sträckan mot Arlöv har under senare år byggts ut från två till fyra spår, vilka färdigställdes i oktober 2011. 
Den 1 januari 2011 inträffade en olycka då ett tågsätt från SJ skulle köras fram till station. Under rangering körde tåget in i stoppbocken i änden på stationsspåret. Loket totalförstördes och efterföljande vagn trycktes upp ovanpå drivenheten, även den skadad. Tåget var tomt när olyckan inträffade och växlaren ombord skadades endast lindrigt. Orsaken till olyckan var att växlaren svimmade 30 sekunder före kollisionen. 

## Trafikutbud
Malmö centralstation
| Riktning från | Föregående station   | Linje        | Linje        | Linje        | Linje        | Linje        | Nästa station | Riktning mot                |
| ------------- | -------------------- | ------------ | ------------ | ------------ | ------------ | ------------ | ------------- | --------------------------- |
| Østerport     | Triangeln            | Öresundståg  | Öresundståg  | Öresundståg  | Öresundståg  | Öresundståg  | Burlöv        | Helsingborg C – Göteborg    |
| Østerport     | Triangeln            | Öresundståg  | Öresundståg  | Öresundståg  | Öresundståg  | Öresundståg  | Burlöv        | Kalmar C                    |
| Østerport     | Triangeln            | Öresundståg  | Öresundståg  | Öresundståg  | Öresundståg  | Öresundståg  | Burlöv        | Karlskrona                  |
| Simrishamn    | Triangeln            | Pågatågen    | Pågatågen    | Pågatågen    | Pågatågen    | Pågatågen    | Burlöv        | Landskrona & Helsingborg C  |
| Trelleborg C  | Triangeln            | Pågatågen    | Pågatågen    | Pågatågen    | Pågatågen    | Pågatågen    | Burlöv        | Kristianstad C              |
| Hyllie        | Triangeln            | Pågatågen    | Pågatågen    | Pågatågen    | Pågatågen    | Pågatågen    | Burlöv        | Åstorp                      |
| Hyllie        | Triangeln            | Pågatågen    | Pågatågen    | Pågatågen    | Pågatågen    | Pågatågen    | Burlöv        | Teckomatorp & Helsingborg C |
|               | Linjen börjar        | Pågatågen    | Pågatågen    | Pågatågen    | Pågatågen    | Pågatågen    | Östervärn     | Hyllie via Persborg         |
| Hyllie        | Triangeln            | Pågatågen    | Pågatågen    | Pågatågen    | Pågatågen    | Pågatågen    | Lomma         | Kävlinge                    |
| Köpenhamn     | Köpenhamns flygplats | SJ Snabbtåg  | SJ Snabbtåg  | SJ Snabbtåg  | SJ Snabbtåg  | SJ Snabbtåg  | Lund C        | Göteborg C och Stockholm C  |
|               | Linjen börjar        | SJ Nattåg    | SJ Nattåg    | SJ Nattåg    | SJ Nattåg    | SJ Nattåg    | Lund C        | Stockholm C                 |
| Berlin        | Köpenhamns flygplats | SJ Euronight | SJ Euronight | SJ Euronight | SJ Euronight | SJ Euronight | Lund C        | Stockholm C                 |
| Berlin        | Ørestad              | Snälltåget   | Snälltåget   | Snälltåget   | Snälltåget   | Snälltåget   | Lund C        | Stockholm C                 |
| Köpenhamn H   | Köpenhamn H          | Snälltåget   | Snälltåget   | Snälltåget   | Snälltåget   | Snälltåget   | Lund C        | Stockholm C                 |

## Bilder

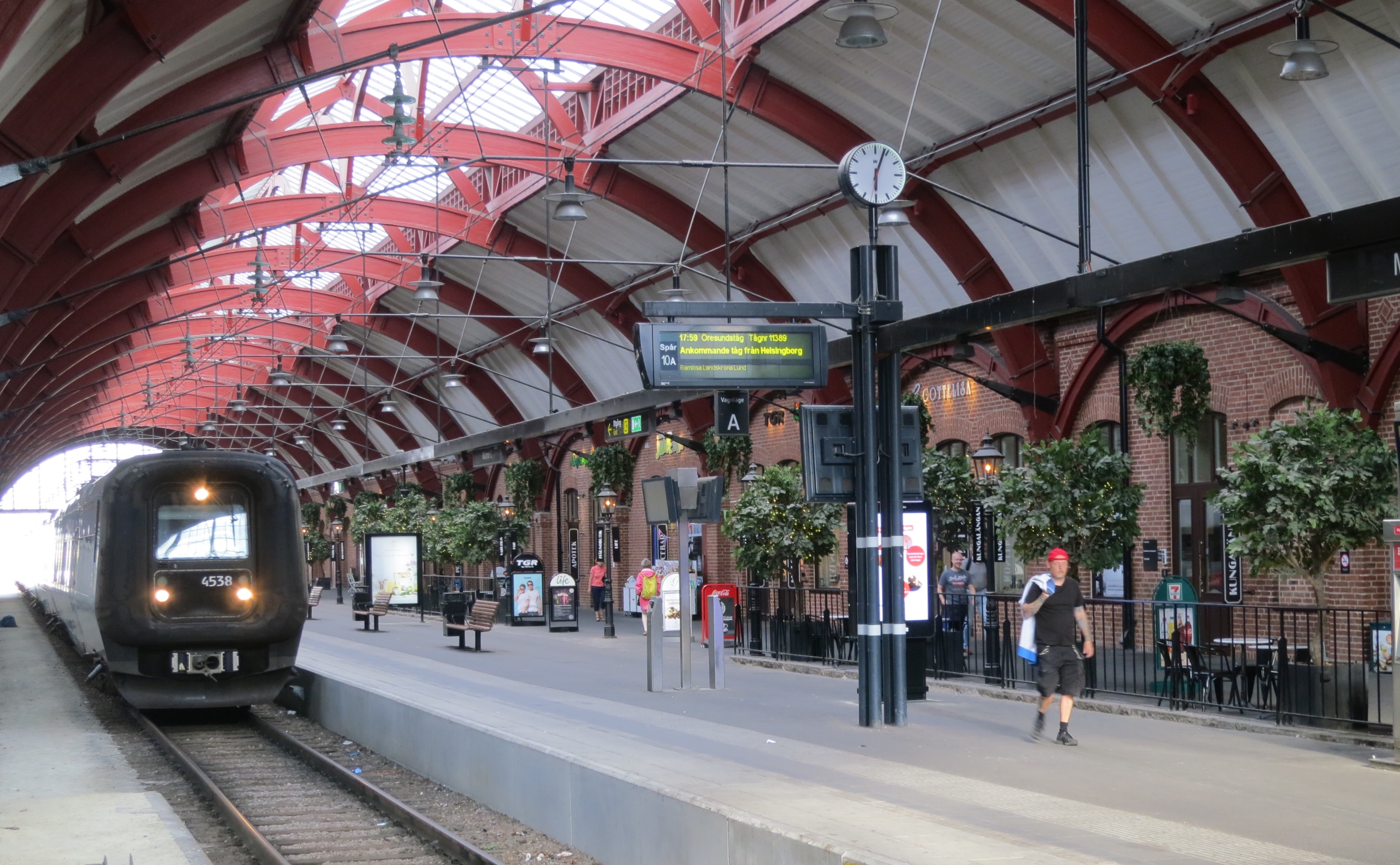
Banhallen har spår 5-10
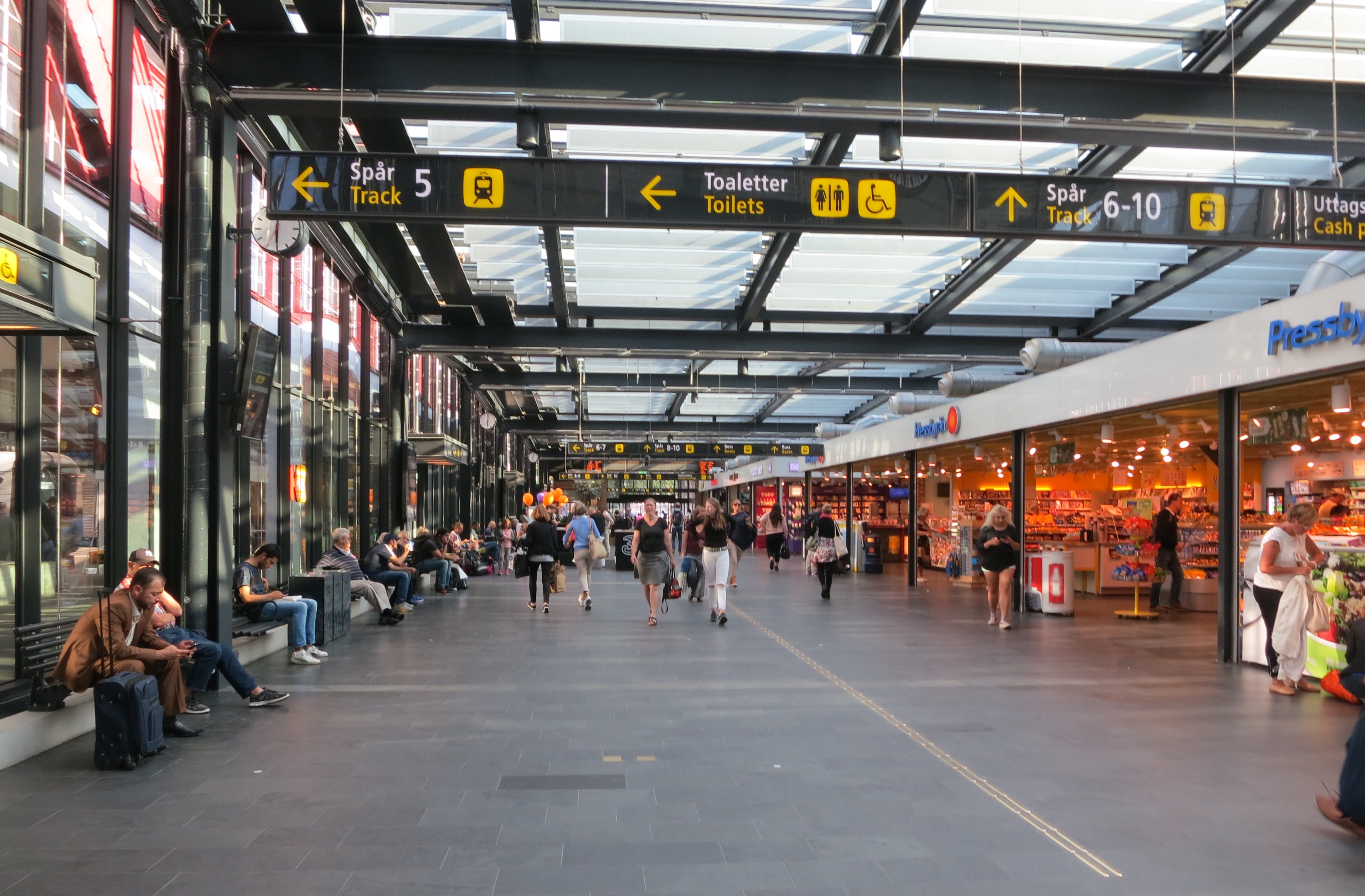
Glasgången
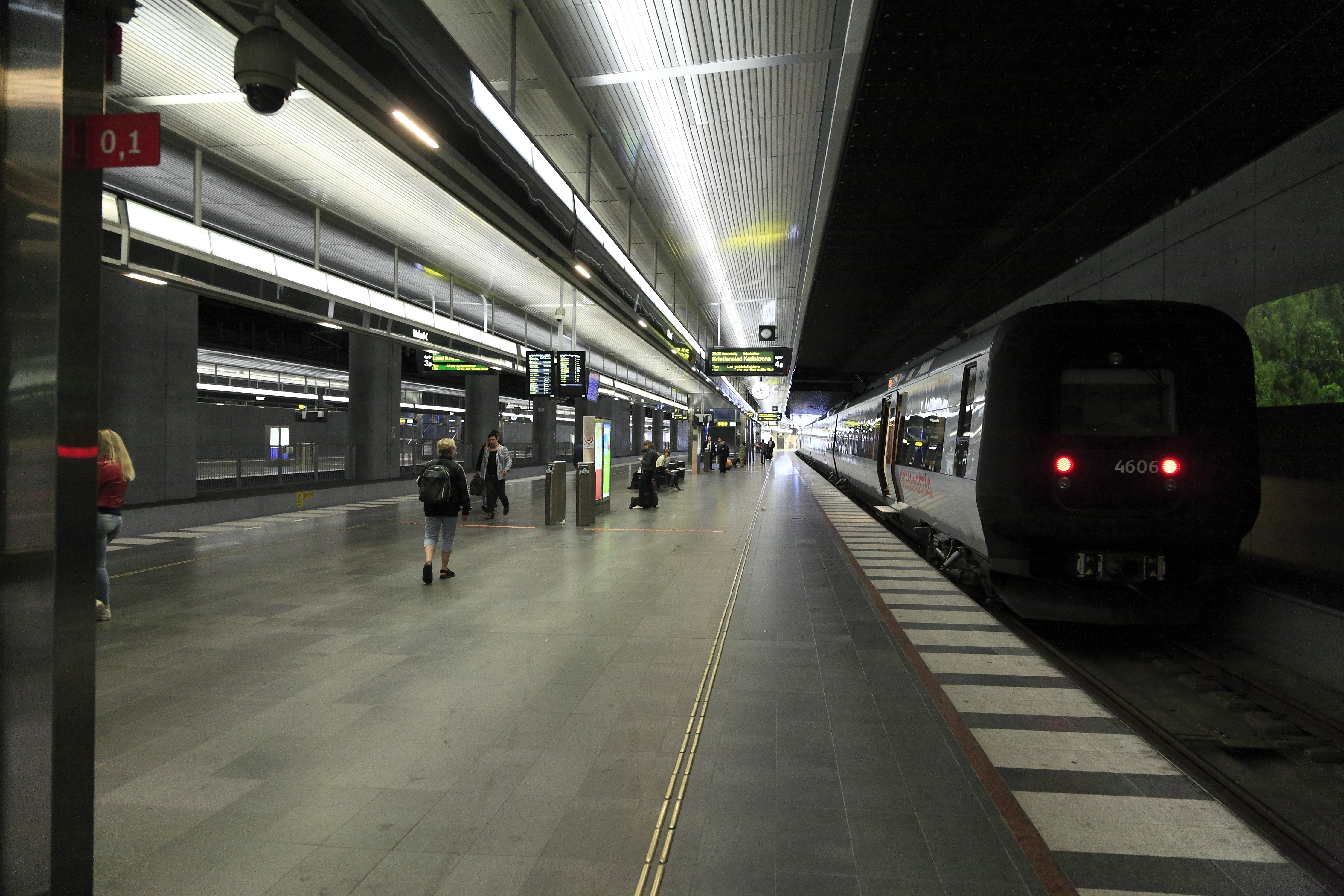
Nedre plan och spår 1-4
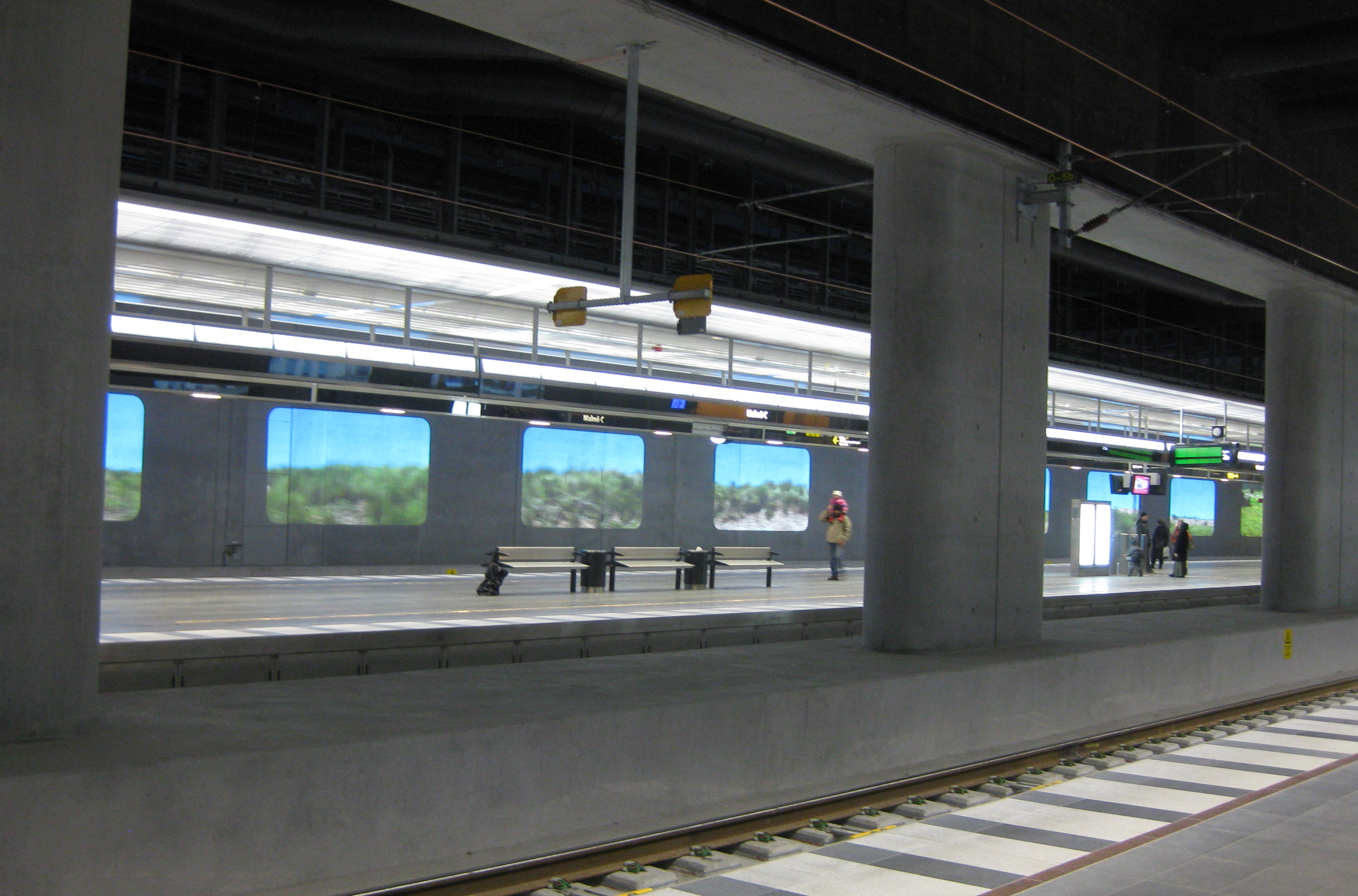
Annorstädes av Tania Ruiz Gutiérrez på Malmö Central Nedre
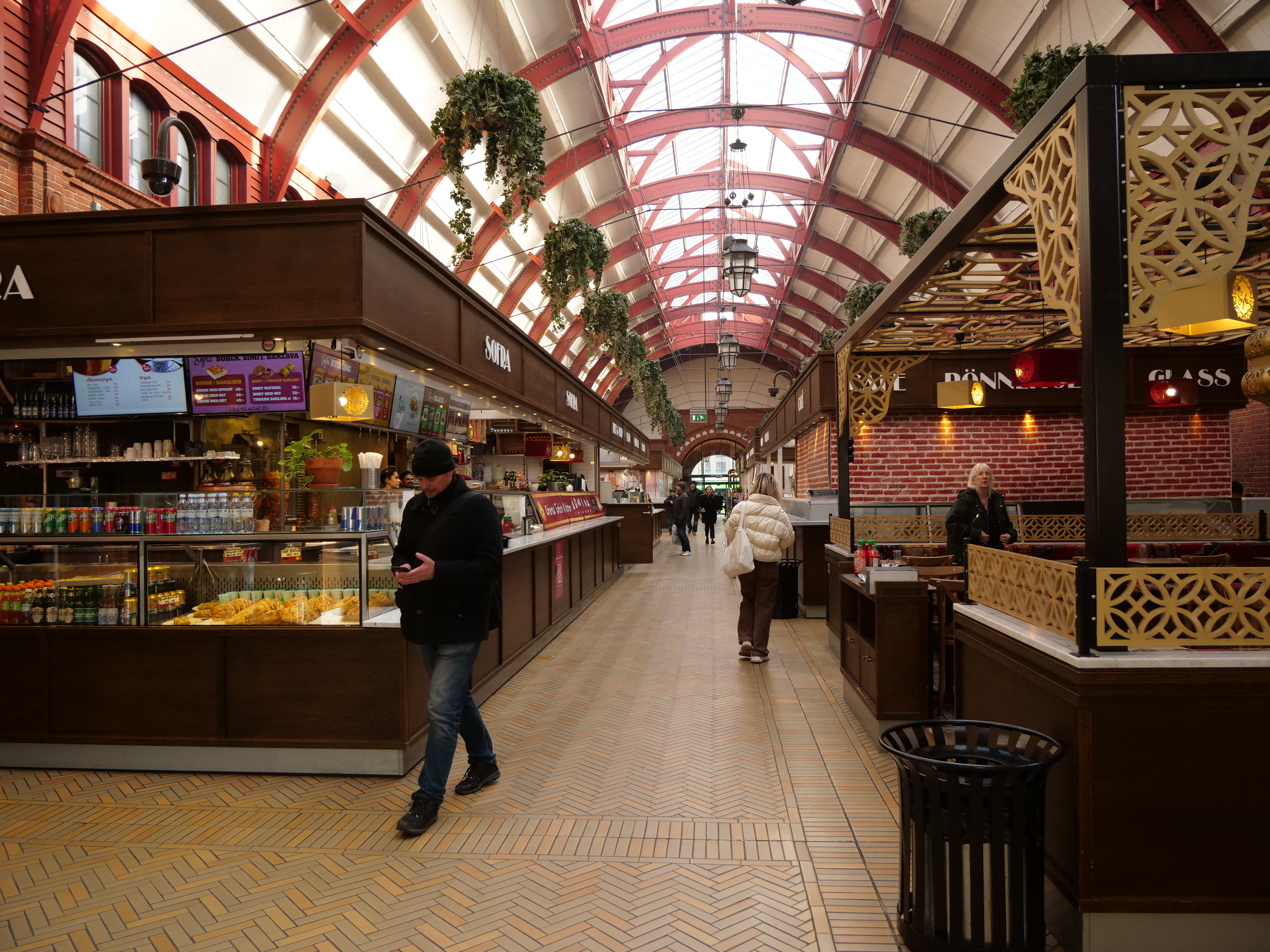
Saluhallen
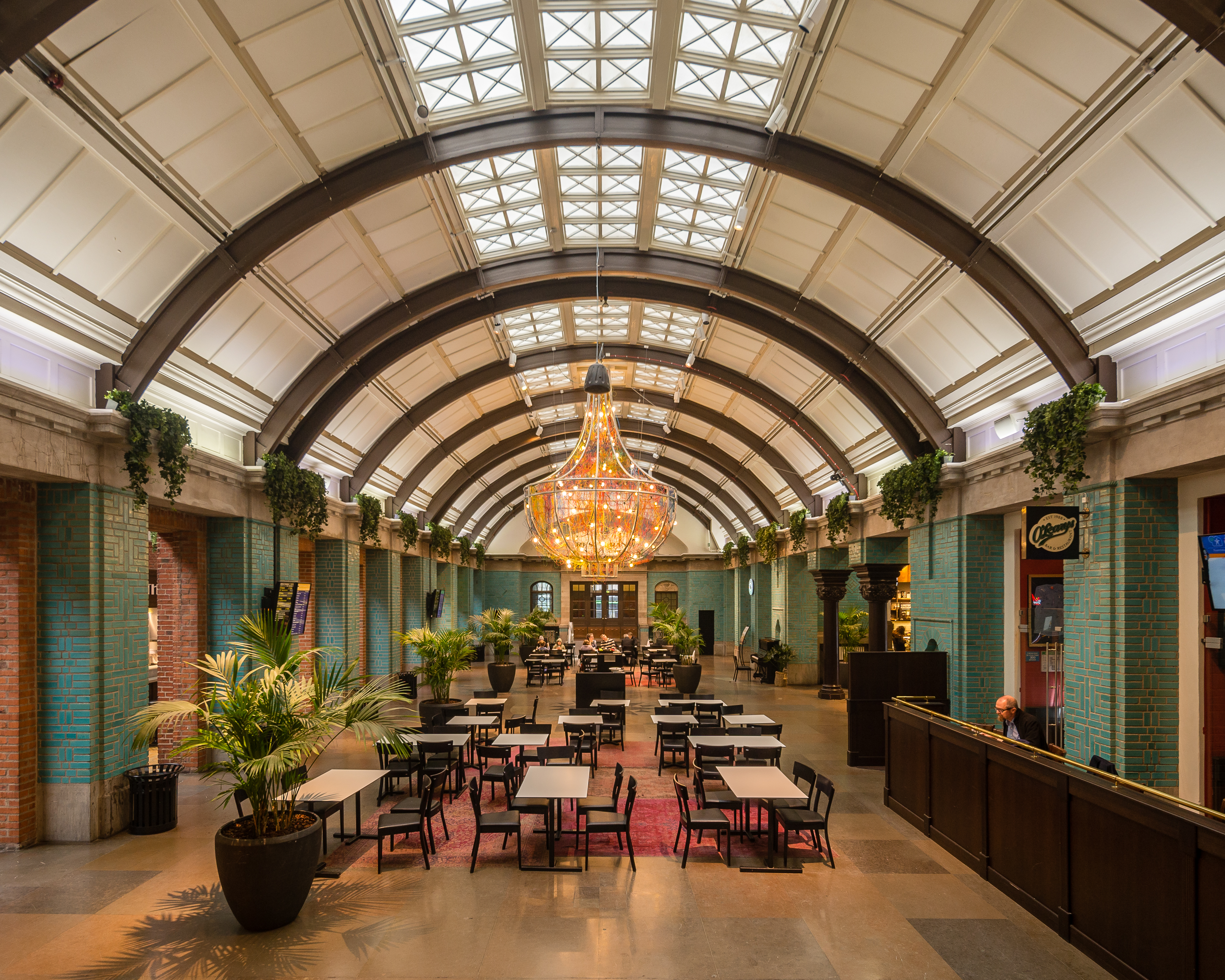
Gröna hallen
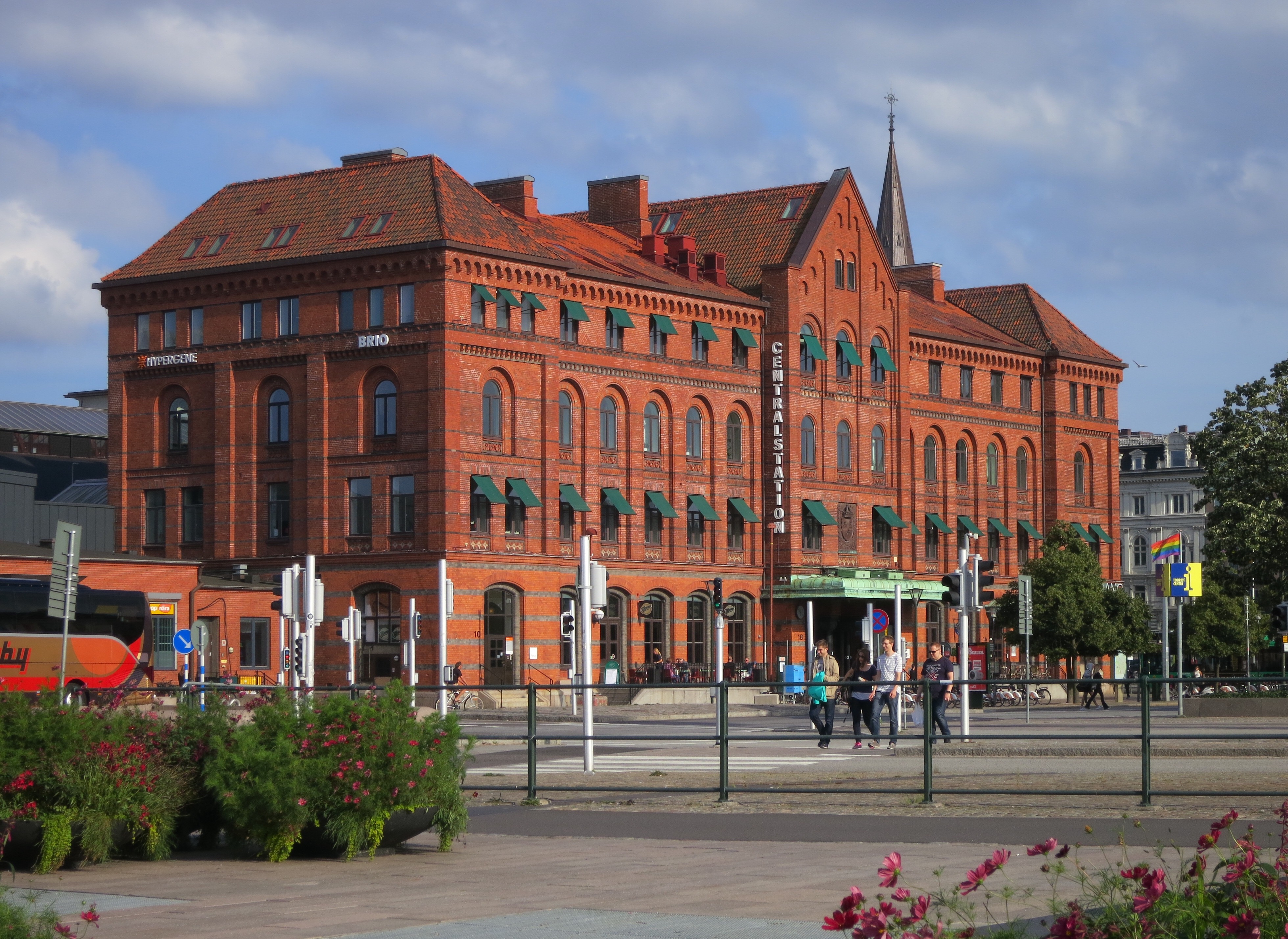
Västra fasaden
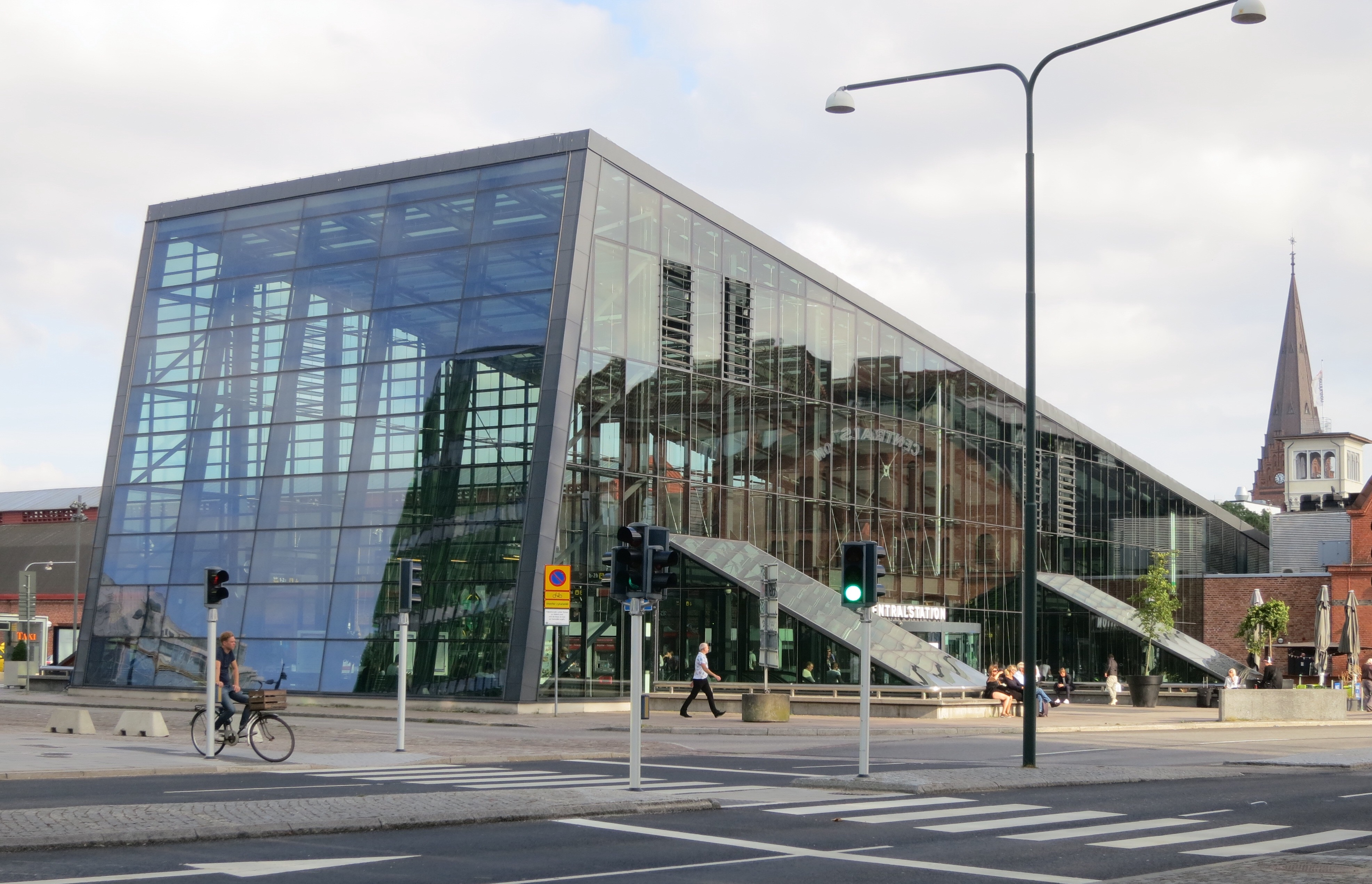
Glashallen
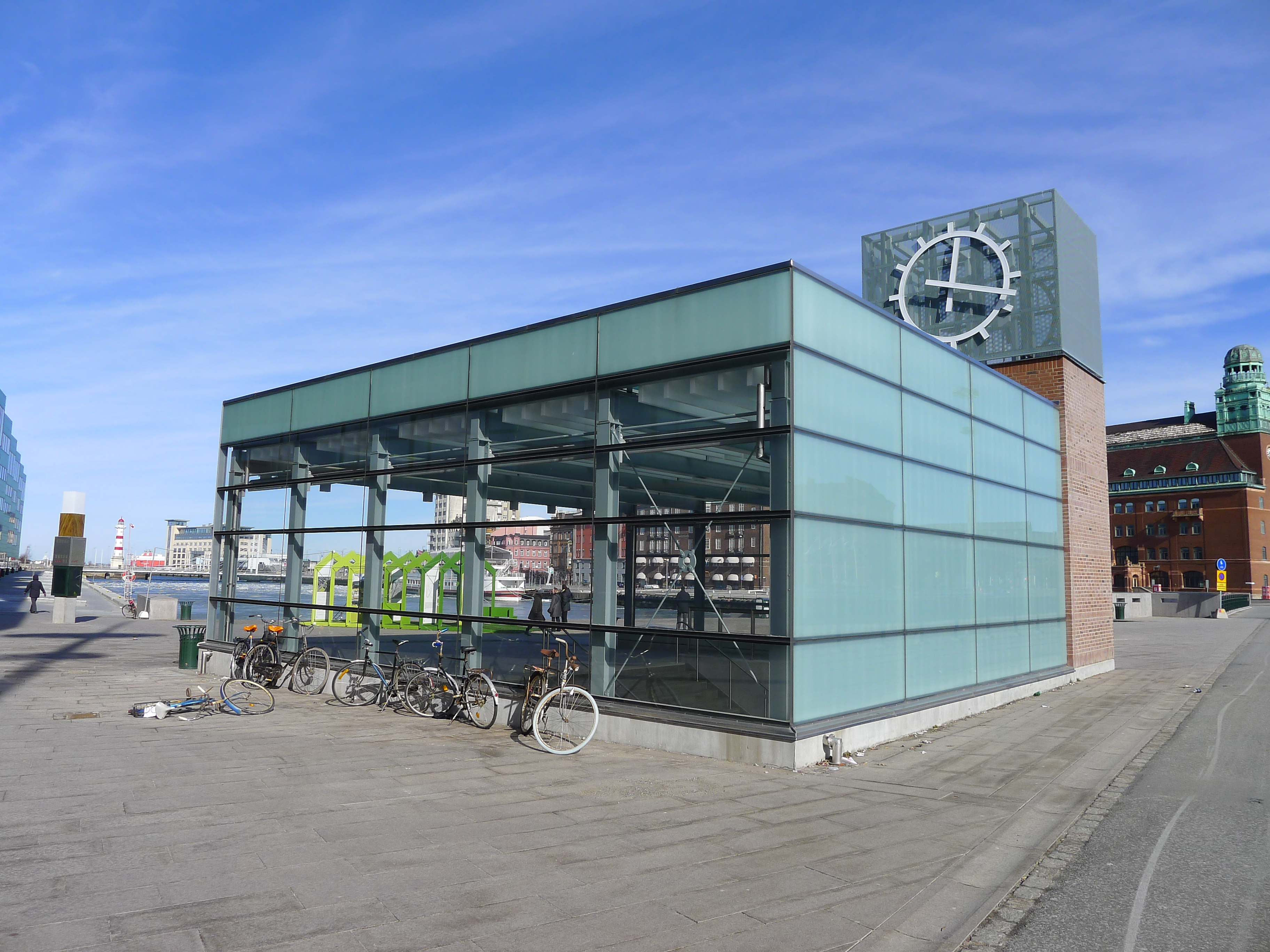
Uppgång från Malmö Central, Nedre
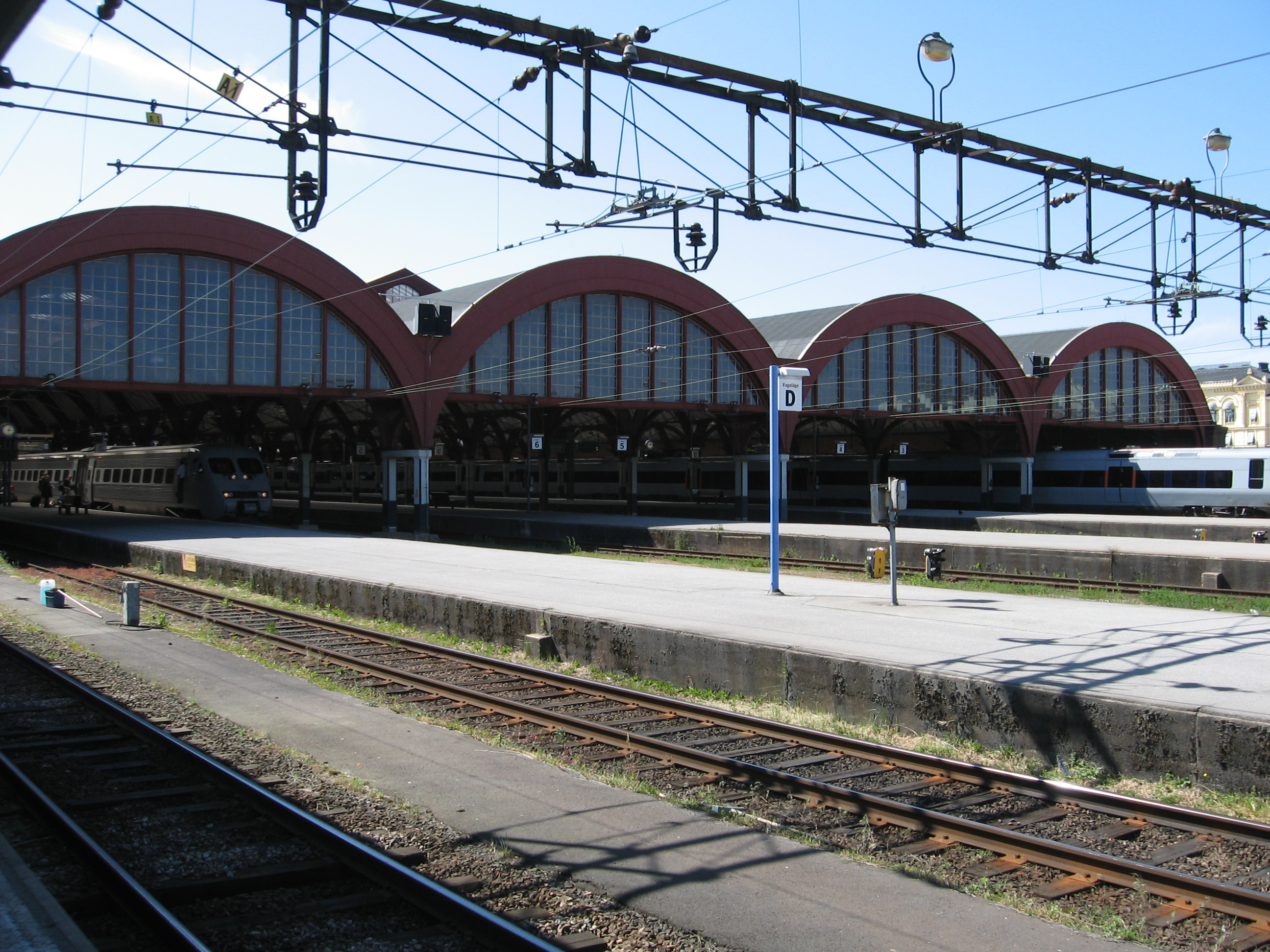
Kortsida
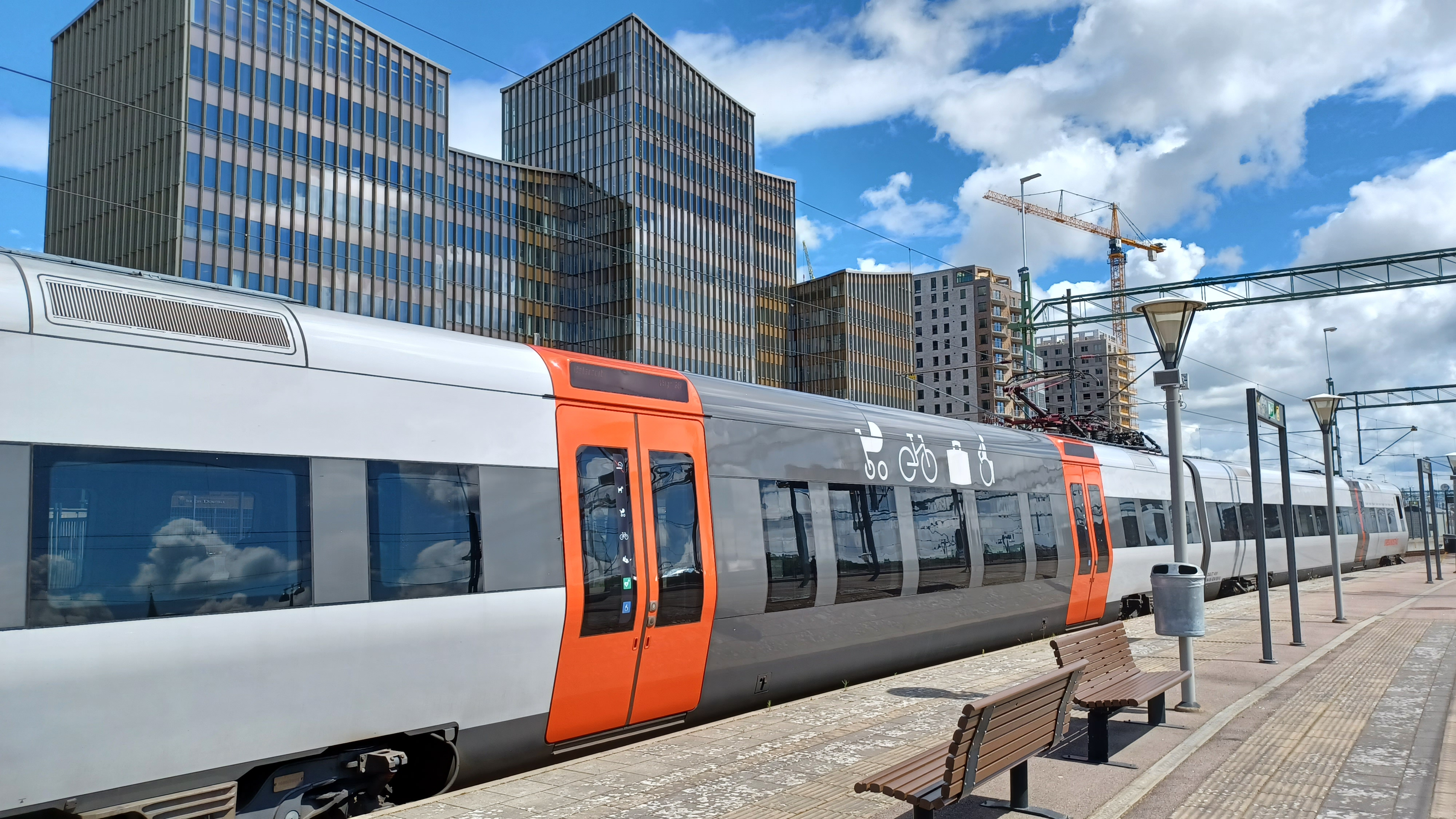
Bangården med Öresundståg och domstolsbyggnaden i bakgrunden
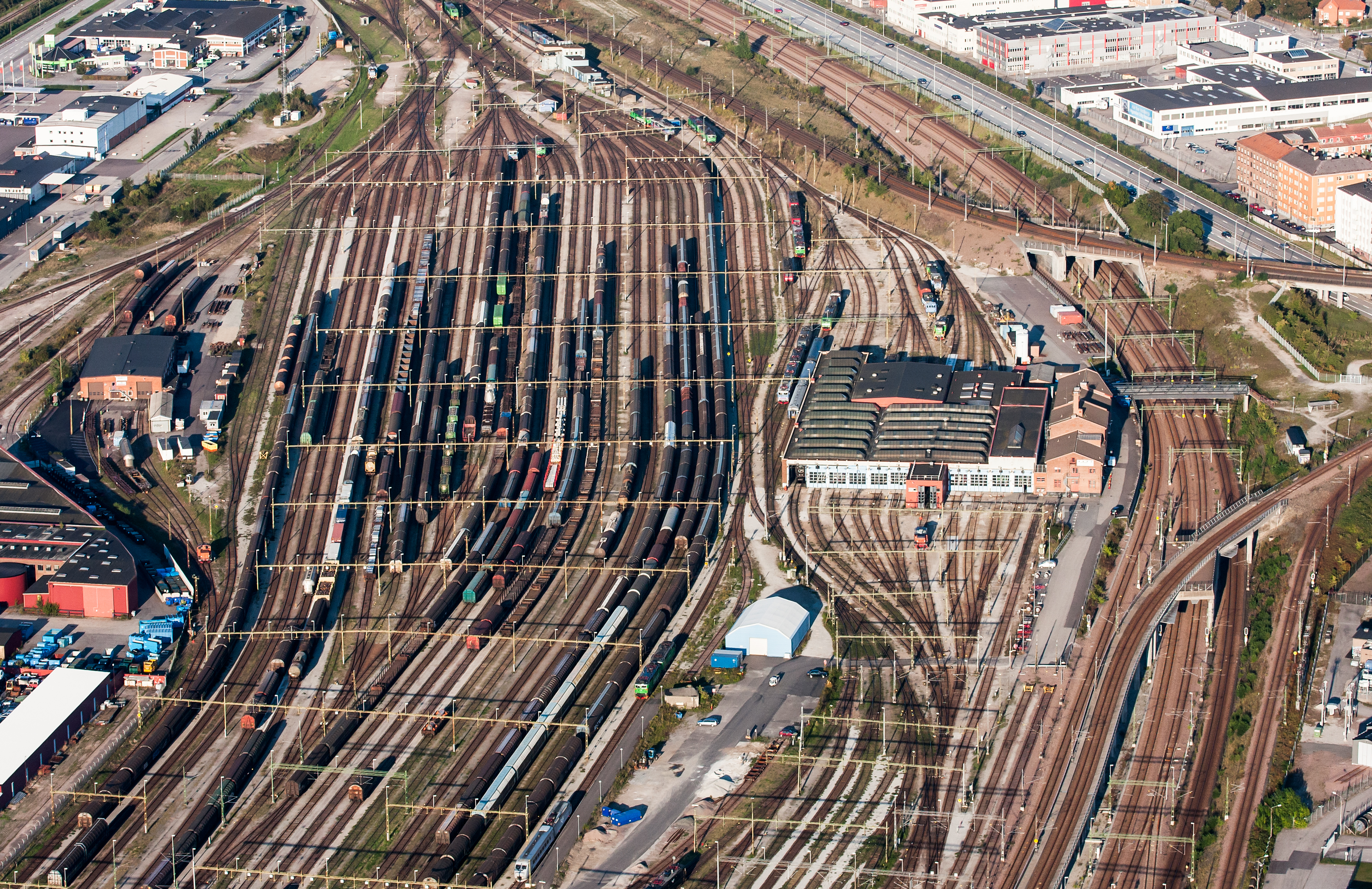
Bangård